# Птичий (остров, озеро Тунайча)
Пти́чий — небольшой остров в центре озера Тунайча на юге острова Сахалин. Расположен в пределах Корсаковского городского округа. Находится под временной (по состоянию на январь 2016 года) охраной муниципального учреждения «Городской парк культуры и отдыха».
Остров необитаем, но периодически посещается рыбаками, охотниками и туристами.